# لیانا ماتئوسیان
لیانا ماتئوسیان (ارمنی: Լիաննա Մաթևոսյան؛ انگلیسی: Lianna Matevosyan؛ ۲۲ ژانویهٔ ۱۹۵۷) زبان‌شناس اهل ارمنستان است.

## زندگی‌نامه
وی در ۲۲ ژانویهٔ ۱۹۵۷ ‏در ایروان به دنیا آمد و از دانشگاه دولتی ایروان (۱۹۷۹) فارغ‌التحصیل گشت. 

## یادداشت
1. ↑  բանասիրական գիտությունների դոկտոր